# Maiara Walsh
Maiara Walsh, född 18 februari 1988 i Seattle, Washington, är en amerikansk-brasiliansk skådespelerska. Hon är mest känd för sina roller som Meena Paroom i Cory i Vita Huset och som Ana Solis i Desperate Housewives.
Maiara kan tala flytande spanska och portugisiska. Mairas pappa har svensk bakgrund.

## Filmografi

### Filmer
| År   | Titel                  | Roll  | Ant.                              |
| ---- | ---------------------- | ----- | --------------------------------- |
| 2011 | Mean Girls 2           | Mandi |                                   |
| 2009 | The Prankster          | Sage  |                                   |
| 2008 | Lullabye Before I Wake | Megan |                                   |
| 2008 | Revolution             | Emily | Gjord för tv (The Sci-Fi Channel) |

### Television
| År        | Titel                | Roll         | Ant.                  |
| --------- | -------------------- | ------------ | --------------------- |
| 2009      | Desperate Housewives | Ana Solis    | Gäst                  |
| 2007—2009 | Cory i Vita Huset    | Meena Paroom | Huvudroll             |
| 2005      | Unfabulous           | Kusin        | "Bar Mitzvah" avsnitt |